# 钢都街道
钢都街道，是中华人民共和国辽宁省营口市大石桥市下辖的一个乡镇级行政单位。

## 行政区划
钢都街道下辖以下地区：
永宁社区、镁工社区、红旗社区、富丽社区、兴河社区、世纪花城社区、联合村、铁岭村、解放村、胜利村、和平村、钢都村、新民村、桥台铺村和大石桥经济开发区社区。